# Campionati oceaniani di canoa slalom 2019
I Campionati oceaniani di canoa slalom 2019 sono stati la 4ª edizione della competizione continentale. Si sono svolti a Penrith, in Australia, dal 22 al 27 febbraio 2019.

## Podi

### Uomini
| Evento    | Oro           | Punti  | Argento      | Punti  | Bronzo            | Punti  |
| Canoa C-1 | Franz Anton   | 108.11 | Matej Beňuš  | 108.28 | Marko Mirgorodsky | 109.26 |
| Kayak K-1 | Michal Smolen | 99.35  | Jakub Grigar | 99.96  | Boris Neveu       | 100.68 |

### Donne
| Evento    | Oro          | Punti  | Argento          | Punti  | Bronzo       | Punti  |
| Canoa C-1 | Jessica Fox  | 117.71 | Rosalyn Lawrence | 124.19 | Lucie Prioux | 131.64 |
| Kayak K-1 | Ricarda Funk | 113.13 | Camille Prigent  | 113.42 | Urša Kragelj | 113.65 |